# José Corrêa Maia (procurador do Porto)
José Corrêa Maia (Porto, 24 de dezembro de 1779) foi procurador perpétuo da Câmara do Porto (1828).

## Biografia
José Corrêa Maia, nasceu, no Porto, em 24 de dezembro de 1779.
Em 1808, à época da primeira invasão francesa de Portugal, na sequência das convulsões ocorridas no Porto após a criação da Junta Provisional do Supremo Governo, foi preso, no dia 6 de Julho desse ano, juntamente com seu pai, Manuel Félix Corrêa Maia, Procurador da Cidade do Porto. Tinha, na altura, o cargo de Almotacé da Câmara da Cidade do Porto. 
Em 1828, foi um dos subscritores da acta da reunião da Câmara do Porto, de 29 de Abril, sobre a aclamação do Rei D. Miguel. No fim dessa sessão, José Corrêa Maia, Procurador perpétuo da Câmara, levando a bandeira da cidade, dirigiu-se à varanda secundado pelas principais autoridades presentes, e exibiu o retrato do Infante D. Miguel, ao povo que estava concentrado na praça. De imediato, «romperam vivas, muitos deles ao Senhor D. Miguel, nosso legítimo Rei»” 
Para além de José Corrêa Maia, entre os subscritores da proclamação do Rei D. Miguel I, encontravam-se: José Bento da Rocha e Mello, Sebastião Leme Vieira e Mello, Henrique Carlos Freire d’Andrade Coutinho Bandeira, José de Mello Peixoto Coelho, Álvaro Leite Pereira de Mello e Alvim, D. João de Magalhães e Avelar, Aires Pinto de Sousa Governador das Justiças, Gabriel António Franco de Castro, Governador das Armas da Cidade do Porto, Visconde de Balsemão .
Com a eclosão da revolta liberal no Porto, no mês seguinte, “a Junta Provisória Encarregada de manter a Legítima Autoridade d’El-Rei o Sr D. Pedro IV exonerou-o do seu cargo, por ter deixado de comparecer, abandonando assim as suas obrigações”. 

## Família
Era filho de Manuel Félix Corrêa Maia, cavaleiro da Ordem de Cristo e Procurador da Câmara do Porto (1799-1808) e de sua Mulher D. Roza Angélica de São José.  Casou em São Nicolau, no Porto, a 6 de outubro de 1819 com Maria Amália Guimarães, nascida em 17 de julho de 1803, São Nicolau, Porto, filha de Manuel José de Babo, FSO e de D. Maria Margarida Máxima Guimarães.  Do seu casamento nasceu D. Ana Guilhermina Corrêa Maia que casou com Henrique Fernandes de Sousa que tiveram descendência, entre a qual o Conselheiro Henrique Antero de Sousa Maia.  [carece de fontes?]